# Hino Misao
Misao Hino (sinh ngày 12 tháng 4 năm 1973) là một cầu thủ bóng đá người Nhật Bản.

## Sự nghiệp câu lạc bộ
Misao Hino đã từng chơi cho Bellmare Hiratsuka.